# ناحية سيد الشهداء
ناحية سيد الشهداء وهي إحدى النواحي التابعة لقضاء العزيزية في محافظة واسط. وتضم مناطق التنمية والمزرعة وطليحة ومنطقة المؤجرين والداور الغربي وسويدي وال5دونم وهي من النواحي ذات الكثافة السكانية العالية والتي تتميز بموقع جغرافي مميز اذ تحادد مدينة بغداد من الشمال ويفصلها عن مدينة الصويرة نهر دجلة وهي تضم المعهد التقني في الصويرة. 
1. ↑  محافظ واسط يفتتح مشروعين خدميين في ناحية سيد الشهداء نسخة محفوظة 2024-04-22 على موقع واي باك مشين.